# Krzysztof Zarzecki (tłumacz)
Krzysztof Maciej Zarzecki (ur. 31 maja 1926 w Warszawie, zm. 18 lipca 2019) – polski tłumacz literatury pięknej z języka angielskiego, edytor.

## Życiorys
Urodził się w rodzinie Zygmunta, inżyniera budowlanego, i Ireny z domu Orłowskiej, księgowej. W 1939 roku ukończył szkołę powszechną w Warszawie, maturę zdał w 1944 na tajnych kompletach.
Podczas II wojny światowej członek Armii Krajowej, w 22. kompanii AK Zgrupowania „Kryska”, brał m.in. udział w akcjach ochrony kolportażu prasy antyfaszystowskiej. Uczestnik powstania warszawskiego w plutonie kompanii B-1 pułku Armii Krajowej „Baszta” (ps. „Robert”), ciężko ranny. Awansowany do stopnia starszego strzelca. Po upadku powstania jeniec wojenny w obozach przejściowych w Pruszkowie i Skierniewicach, a następnie Stalagu X B Sandbostel, skąd w maju 1945 roku wyzwoliła go armia brytyjska. Przebywał następnie w obozie dla byłych jeńców w Delmenhorst. Podjął studia na Uniwersytecie Fryderyka Wilhelma w Bonn. We wrześniu 1946 roku repatriowany do Polski.
Po powrocie studiował filologię polską i angielską na Uniwersytecie Warszawskim (magisterium z 1951). W roku 1950 zadebiutował na łamach prasy jako publicysta. W latach 1952–1955 był redaktorem w Spółdzielni Wydawniczej „Czytelnik”, a od 1955 do 1963 roku pracował jako kierownik redakcji przekładowej Państwowego Wydawnictwa „Iskry”.
W latach 1963–1965 przebywał w USA jako stypendysta studium pisarskiego Uniwersytetu Iowa. Po powrocie do kraju prowadził m.in. kursy języka angielskiego przy Klubie Międzynarodowej Prasy i Książki w Warszawie. Od roku 1976 był kierownikiem Redakcji Anglosaskiej w Państwowym Instytucie Wydawniczym w Warszawie.
Był autorem wyboru antologii opowiadań amerykańskich, tłumacz literatury amerykańskiej (m.in. Erskine Caldwella, Johna Dos Passosa, czy Trumana Capote’a).
Był mężem Ireny Harasimowicz-Zarzeckiej, tłumaczki literatury pięknej. Mieszkał w Warszawie i Toronto w Kanadzie.
Zmarł 18 lipca 2019, urna z prochami została złożona 24 lipca 2019 w grobie rodzinnym na cmentarzu Powązkowskim (kwatera 274-3-7).

## Przekłady (wybór)
- 26 współczesnych opowiadań amerykańskich (wybrał Maxim Lieber; oprac. Krzysztof Zarzecki; przeł. Tadeusz Jan Dehnel, Maria Skibniewska, Krzysztof Zarzecki; Państwowe Wydawnictwo Iskry 1963, 1966)
- Erle Stanley Gardner, Aksamitne pazurki (posłowie Marek Wydmuch; Państwowe Wydawnictwo Iskry 1967, 1978, 1988, ISBN 83-20-7111-0-X; seria: „Klub Złotego Klucza”; wersja audiobook: Andrzej Łapicki czyta „Aksamitne pazurki” Erle Stanleya Gardnera, Agora SA 2007, ISBN 978-83-602256-8-4)
- Jerome David Salinger, Dziewięć opowiadań (wespół z Agnieszką Glinczanką; Państwowy Instytut Wydawniczy 1967; Wydawnictwo Iskry 1997, ISBN 83-20-7155-5-5; Wydawnictwo Albatros Andrzej Kuryłowicz 2007, ISBN 978-83-735955-6-9)
- Erle Stanley Gardner, Blondynka z podbitym okiem Państwowe Wydawnictwo Iskry 1971, seria: „Klub Złotego Klucza”; Amax 1992, ISBN 83-85-1354-1-3)
- 32 współczesne opowiadania amerykańskie (T. 1–2; wybór i oprac. Krzysztof Zarzecki; przeł. Krystyna Tarnowska, wiersze przeł. Zofia Kierszys; oprac. graficzne Mieczysław Majewski; Państwowe Wydawnictwo Iskry 1973)
- Ross MacDonald, Człowiek pogrzebany (Spółdzielnia Wydawnicza „Czytelnik” 1975; seria: „Z Jamnikiem”)
- Geronima żywot własny (spisany przez Stephena Melvila Barretta; wstęp i przypisy Frederick W. Turner III; Państwowe Wydawnictwo Iskry 1975; seria: „Naokoło świata”)
- Dashiell Hammett, Dwaj detektywi (Państwowe Wydawnictwo Iskry 1987, ISBN 83-20-7103-6-7)
- John Dos Passos, Ciężkie pieniądze (Spółdzielnia Wydawnicza „Czytelnik” 1990, ISBN 83-07-0188-7-0)
- Jane Campion, Kate Pullinger, Fortepian (The piano) (Odeon 1994, ISBN 83-90-0028-3-3; C&T 2000, ISBN 83-87-4985-9-9)
- John Dos Passos, 42 równoleżnik (Muza 1998, ISBN 83-72-0018-1-2)
- Carol Shields, Przyjęcie u Larry'ego (Świat Książki 2000, ISBN 83-7227-515-7)
- Jeffrey Archer, Ewangelia według Judasza. Spisał Beniamin Iskariota (opowiedział Jeffrey Archer, pomagał mu Francis J. Moloney;  Dom Wydawniczy „Rebis”, 2007, ISBN 978-83-751003-9-6)

## Odznaczenia i nagrody
- Krzyż Kawalerski Orderu Odrodzenia Polski (1978)
- Nagroda Fundacji Władysława i Nelli Turzańskich (1994)
- Nagroda literacka ZAiKS-u dla tłumaczy (1995)[5]